# Guissény
Guissény (bret. Gwiseni) – miejscowość i gmina we Francji, w regionie Bretania, w departamencie Finistère.
Według danych na rok 1990 gminę zamieszkiwało 1850 osób, a gęstość zaludnienia wynosiła 73 osoby/km² (wśród 1269 gmin Bretanii Guissény plasuje się na 341. miejscu pod względem liczby ludności, natomiast pod względem powierzchni na miejscu 367.).